# Wavin’ Flag
Wavin’ Flag ist ein Lied des kanadisch-somalischen Musikers K’naan und des US-amerikanischen Produzenten Ryan Tedder. Es wurde Anfang 2010 als Coca-Cola-Werbelied zur Fußball-WM 2010 auch in Deutschland bekannt. Außerdem wurde es von internationalen Musikgrößen, so zum Beispiel von will.i.am und David Guetta gecovert.

## Original und Celebration Mix
Wavin’ Flag wurde als dritte Single aus K’naans Album Troubadour veröffentlicht. Zusätzliche Bekanntheit erreichte Wavin’ Flag im Celebration Mix durch die Coca-Cola-Werbung und den Soundtrack zum offiziellen WM-Spiel.

### Chartplatzierungen
Wavin’ Flag stieg am 11. Mai 2010 auf Platz 4 der deutschen Singlecharts ein und sicherte sich am 28. Mai 2010 erstmals Platz 1.
| ChartsChartplatzierungen       | Höchstplatzierung | Wochen |
| ------------------------------ | ----------------- | ------ |
| Deutschland (GfK)              | 1 (28 Wo.)        | 28     |
| Österreich (Ö3)                | 1 (24 Wo.)        | 24     |
| Schweiz (IFPI)                 | 1 (30 Wo.)        | 30     |
| Vereinigte Staaten (Billboard) | 82 (7 Wo.)        | 7      |
| Vereinigtes Königreich (OCC)   | 2 (14 Wo.)        | 14     |

| ChartsJahrescharts (2010)    | Platzierung |
| ---------------------------- | ----------- |
| Deutschland (GfK)            | 6           |
| Österreich (Ö3)              | 4           |
| Schweiz (IFPI)               | 4           |
| Vereinigtes Königreich (OCC) | 43          |

### Auszeichnungen für Musikverkäufe
In Deutschland wurde die Single mit Dreifach-Gold ausgezeichnet.
| Land/Region                  | Auszeichnungen für Musikverkäufe (Land/Region, Auszeichnung, Verkäufe) | Verkäufe  |
| ---------------------------- | ---------------------------------------------------------------------- | --------- |
| Brasilien (PMB)              | Platin                                                                 | 60.000    |
| Deutschland (BVMI)           | 3× Gold                                                                | 450.000   |
| Italien (FIMI)               | Platin                                                                 | 30.000    |
| Kanada (MC)                  | 3× Platin                                                              | 120.000   |
| Schweiz (IFPI)               | 2× Platin                                                              | 60.000    |
| Spanien (Promusicae)         | Platin                                                                 | 40.000    |
| Vereinigtes Königreich (BPI) | Platin                                                                 | 600.000   |
| Insgesamt                    | 1× Gold · 10× Platin ·                                                 | 1.360.000 |

## Benefiz-Single
Die Benefiz-Version von Wavin’ Flag in Zusammenarbeit mit Ryan Tedder wurde am 12. März 2010 ausschließlich in Kanada veröffentlicht und debütierte als dritte Single überhaupt auf Platz 1 der Canadian Hot 100. Die Benefiz-Single wurde mittlerweile mit 3fach Platin ausgezeichnet.

## David Guetta und will.i.am
Aufgrund des großen Erfolgs der Wavin’-Flag-Versionen entschlossen sich David Guetta und will.i.am, der Frontmann der Black Eyed Peas, eine Coverversion von Wavin’ Flag außerhalb von Kanada zu veröffentlichen; diese wurde als B-Seite zum Celebration Mix und auf der Maxi-CD-Single veröffentlicht. Dazu wurde der Liedtext für das will.i.am-Solo angepasst, und auch K’naan singt in der internationalen Version einen anderen Text. Das modifizierte Musikvideo zeigt die Musiker vor einer großen schwarzen Fahne. Außerdem wurden Szenen aus dem Original und dem Celebration Mix zusammengeschnitten.

## Andere
In verschiedenen Ländern weltweit sind in Zusammenarbeit mit K’naan andere Versionen des Wavin’ Flag Celebration Mix entstanden. Der bekannteste ist die spanische Version von David Bisbal. Folgende weitere Versionen erschienen in den jeweiligen Ländern:
- Arabische Welt: Wavin’ Flag/Shagga’ Bi Alamak Da von K’naan und Nancy Ajram
- Brasilien: Wavin’ Flag von K’naan und Skank
- China: Wavin’ Flag von K’naan, Jacky Cheung und Jane Zhang
- Frankreich: Wavin’ Flag von K’naan und Féfé
- Griechenland: Wavin’ Flag von K’naan und Professional Sinnerz feat. Komis X
- Indonesien: „Wavin’ Flag/Semangat Berkibar“ von K’naan und Ipank
- Japan: Wavin’ Flag von K’naan und Ai
- Nigeria: Wavin’ Flag (Naija Remix) von K’naan und Banky W. & M.I.
- Russland: Wavin’ Flag von K’naan und ST1M
- Spanien: Wavin’ Flag von K’naan und David Bisbal
- Thailand: Wavin’ Flag von K’naan und Tattoo Colour
- Vietnam: Wavin’ Flag von K’naan und Phuong Vy